# Yisrael Meir Lau
Yisrael Meir Lau (en hebreo: ישראל מאיר לאוו) (Piotrków Trybunalski, Polonia, 1 de junio de 1937) es el actual gran rabino de la ciudad de Tel Aviv en Israel. De 1993 a 2003 fue el rabino en jefe asquenazí del Estado de Israel.

## Biografía
El padre de Lau, Moshé Jaim Lau, fue el rabino de Piotrków. Cuando tenía seis años, Meir Lau fue deportado al Campo de concentración de Buchenwald. Él y su hermano Naftalí fueron los únicos miembros de su familia que sobrevivieron al Holocausto. Ambos emigraron al Mandato británico de Palestina en 1945.
Después de estudiar el Talmud en Jerusalén (en la Yeshivá Kol Torá), en Zichron Yaakov (en la Yeshivá Knesses Chizkiyahu) y en Bnei Brak (en la Yeshivá de Ponevezh), fue ordenado rabino en 1971 y trabajó en Tel Aviv y Netanya.
De 1988 a 1993 fue el principal rabino y el jefe de la corte rabínica (Bet Din) de Tel Aviv y Jaffa. Luego se desempeñó como el rabino en jefe asquenazí de Israel, y se convirtió en el gran rabino de Tel Aviv después de la finalización de su mandato en 2003.
En 2005 recibió el Premio Israel por los logros de su vida. Ese mismo año fue galardonado con un doctorado honorario por la Universidad Bar Ilán. En 2008, después de la muerte de Josef Lapid, fue nombrado nuevo presidente del consejo asesor del memorial Yad Vashem. Lau tiene tres hijos y cinco hijas. Su hijo David Lau ha oficiado desde 2013 como el rabino en jefe asquenazí de Israel.